# 六英里克羅辛 (亞利桑那州)
六英里克羅辛（英語：Sixmile Crossing）是位於美國亞利桑那州莫哈維縣的一個非建制地區。該地的面積和人口皆未知。

## 地理
六英里克羅辛的座標為34°33′40″N 113°21′07″W / 34.56111°N 113.35194°W，而該地的平均海拔高度為678米（即2224英尺）。